# Lernaeopodina pacifica
Lernaeopodina pacifica är en kräftdjursart som beskrevs av Zbigniew Kabata och Gusev 1966. Lernaeopodina pacifica ingår i släktet Lernaeopodina och familjen Lernaeopodidae. Inga underarter finns listade i Catalogue of Life.